# Allgemein-geographische Karte
Die allgemein-geographische Karte enthält als einziger Kartentyp für den Schulunterricht eine relativ komplexe, vielseitige geographische Aussage über die jeweils abgebildete Region. Diese mehrfarbig gestaltete Schüler- oder Frontalkarte (auch als Globusaufdruck) enthält außer den Umrissen der Festländer, Inseln und Meere, dem Gewässernetz und dem Relief als physisch-geographischen Landschaftselementen auch wesentliche Elemente der anthropogenen Sphäre – wie administrative bzw. staatliche Grenzen, Siedlungen und Verkehrswege. Hinzu kommen die Namen von Staaten, Landschaften, Flüssen/Seen und Orten.

## Kennzeichen
Ihr Hauptkennzeichen ist das durch hypsometrische Farbflächen und durch Geländeschummerung dargestellte Relief. Deshalb werden die allgemein-geographischen Karten häufig – unkorrekt und weniger zutreffend – als „physische“ Karten bezeichnet, zumal sie ursprünglich (Mitte des 19. Jahrhunderts) von Emil von Sydow als oro-hydrographische Karten mit Regionalfarben angelegt wurden. Zu der Zeit gab es auch in der sich konsolidierenden Schulkartografie nur zwei dominierende Kartentypen: Politische (Staaten-)Karten und Karten, die vornehmlich das Relief und die Hydrografie abbildeten.
Auch die mehr oder weniger zutreffenden Kartenuntertitel „Höhenschichtenkarte“ oder „Physische Übersichtskarte“ etc. sind im schulkartografischen Blätterwald anzutreffen.

## Variationsbeispiele der Bezeichnung
Der Kartentyp „Allgemein-geografische Karte“ wird in den Schulbuchverlagen mehr oder weniger traditionsgebunden bezeichnet, z. B.:
- Gemeinschaftsverlag Cornelsen/Volk und Wissen (Heimatatlas Mecklenburg-Vorpommern – Neubearbeitung, Berlin 2009 ff.) als „Physische Karte“
- Verlag Klett-Perthes (KombiAtlas Alexander, Gotha 2003 ff.) als „Höhenschichtenkarte“
- Verlag Schroedel (Harms Weltatlas, Hannover 2001 ff.) als „Übersichtskarte“
- Verlag Schroedel im Bildungshaus Schulbuchverlage (Harms Weltatlas, Braunschweig 2008 ff.) als „Physische Übersichtskarte“
- Verlag Westermann (Universalatlas Diercke Drei, Braunschweig 2001 ff.) als „Physische Übersichtskarte“ (meist als „Regionalname – physisch“).

## Inselkartenprinzip
Mitunter trifft man heute (2011) das „Inselkartenprinzip“ an, indem zur besseren Markierung bzw. Umrisserfassung der Heimatregion auf dem Kartenblatt diese „normal“ allgemein-geografisch dargestellt wird, während für das benachbarte „Umland“ der mehrfarbige Druck sehr gedämpft bzw. blass ist.

## Vorteile
In der heutigen kombinierten Abbildung markanter physisch- und anthropogeographischer Strukturen bietet die allgemein-geographische Karte dem Betrachter eine prädestinierte georäumliche Orientierungsgrundlage und raumerfassende Informationsquelle. So ermöglicht dieser im Prinzip nur für den Schulunterricht entwickelte Kartentyp den Schülern eine relativ vielseitige Raumbeschreibung (allgemein-geographische Aussage), sodass die Karte als topografische Grund- oder Übersichtskarte bzw. als Standardkarte für den Geographieunterricht und für andere Unterrichtsfächer genutzt wird.
Vorwiegend durch sie, ergänzt bzw. korrigiert auch durch Einsatz des Globus, gewinnen die Schüler ihre „Georaumvorstellungen“ und ihr „topografisches Weltbild“ (mental maps), sodass sie häufig – auch nach der Schulzeit – „in Karten denken“, wenn es um georäumliche Gedankengänge geht (z. B. fährt ein deutscher Urlauber nach Finnland „hoch“ oder nach Italien „runter“).